# Autoestrada do Cantábrico
A Autoestrada do Cantábrico (Autopista del Cantábrico), A-8 ou, no futuro, AP-8, é uma autoestrada portajada que se estende ao largo da costa cantábrica do País Basco (Espanha). A autoestrada começa com na união da autoestrada A-63 francesa em que é denominado como "Ponte Internacional" (fronteira com a França) em Irún (Guipúzcoa) até Bilbao, donde liga com a AP-68. A partir de Bilbao é uma via rápida e se designa por Autovía del Cantábrico ou A-8. Tem um comprimento de 116 km. Antes o seu identificador deveria ser AP-8 mas mantém ainda o identificador A-8 além de ser uma autoestrada sobre a tutela do Governo Basco, por meio das disputações forais, à qual não têm adaptado à alteração das denominações de vias rápidas e auto-estradas de 2003. O seu identificador europeu é E-70.
A AP-8 começa a ser construído na década de 1970 como a primeira fase da via rápida do cantábrico. Esta primeira fase encarregou-se de cobrir as necessidades das grande cidades do norte.
A partir de Bilbao a autoestrada passa a denominar-se por A-8 (isenta de portagens) e continua até à Galiza passando por Santander , Gijón e Avilés, em Gijón liga-se com a AS-1 que comunica com Langreo, Mieres e Leão, depois de passar por Gijón, em Serín, liga-se com a A-66 em direcção a Oviedo e León entre outras.

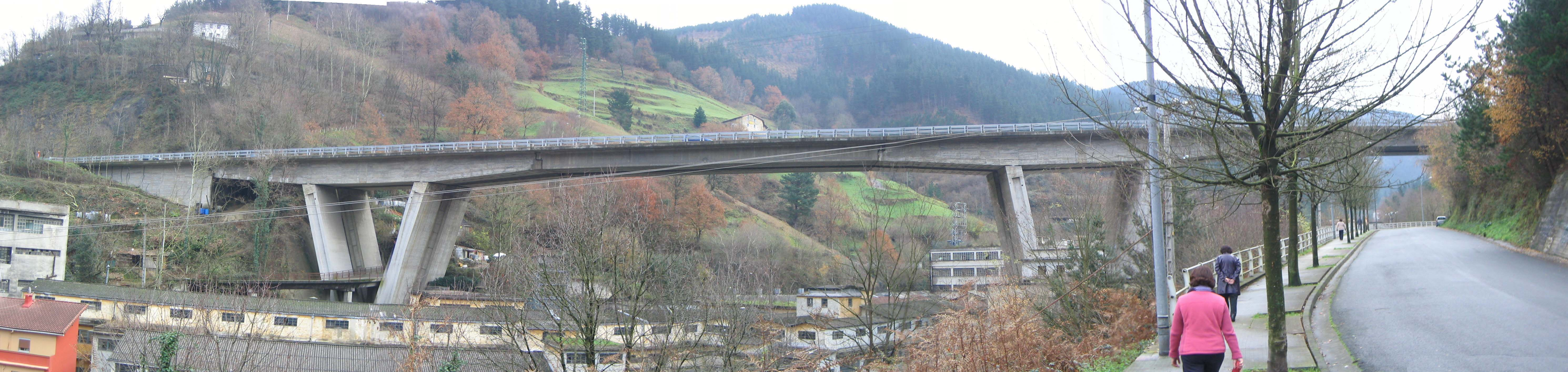
Viaduto da AP-8 sobre o bairro eibarrés de Txonta. Os pilares construiram-se rectos e logo foram inclinados e inamoviveis. Foi uma das maiores obras de engenharia europeiras para a sua época.